# Коновалова Марина Євгенівна
Марина Євгенівна Коновалова (нар. 19 листопада 1996), м. Вінниця — українська гандболістка, яка грає за львівську «Галичанку» та збірну України. Виступає на позиції лівої крайньої.
У складі «Галичанки» — восьмиразова чемпіонка України жіночої Суперліги (2015, 2016, 2017, 2018, 2020, 2021, 2022, 2023), дворазова володарка Кубка України (2016, 2017), триразова володарка Суперкубка України (2016, 2017, 2018), дворазова чемпіонка Балтійської ліги (2018, 2020), півфіналістка Кубку Виклику (2014, 2015), багаторазова учасниця Кубку Європейської гандбольної федерації, Кубку Європи,  польської Суперліги.
Гандболом розпочала займатися в 4-му класі у вінницькій ДЮСШ № 3 під керівництвом Ірини Патлатюк.
У 2010 році вступає до 11-го класу Львівського державного училища фізичної культури та починає грати за «Галичанку». Студентка Львівського державного університету фізичної культури (2013 рік вступу).
У 2016 році Марину тричі поспіль визнавали кращим гравцем: у фінальному матчі Кубка України у складі «Галичанки», кращий гравець Суперкубка України та кращий гравець у І турі Балтійської ліги.
У міжсезоння, влітку 2018 року на один сезон перейшла до азербайджанського клубу «Азерйол» (Баку). У сезоні 2019/2020 повернулась до лав «Галичанки».
У кінці 2023 року, після участі в чемпіонаті світу вирішила завершити гандбольну кар'єру, але напередодні старту сезону 2024-25 приймає пропозицію повернутись до «Галичанки».